# 塞连特
塞连特，是西班牙巴伦西亚自治区巴伦西亚省的一个市镇。总面积14平方公里，总人口474人（2001年），人口密度34人/平方公里。